# Palmarès du double dames des Internationaux d'Australie
Pour un article plus général, voir Open d'Australie.
Cet article reprend le palmarès du double dames des internationaux d'Australie depuis la première apparition en 1922 d'un tableau de double féminin au championnat d'Australasie de tennis, prédécesseur de l'actuel Open d'Australie.

## Palmarès
| No                        | Date       | Nom et lieu du tournoi                                 | Catégorie                                              | Dotation                                               | Surface                                                | Vainqueures                                            | Finalistes                                             | Score                                                  |                                                        |
| ------------------------- | ---------- | ------------------------------------------------------ | ------------------------------------------------------ | ------------------------------------------------------ | ------------------------------------------------------ | ------------------------------------------------------ | ------------------------------------------------------ | ------------------------------------------------------ | ------------------------------------------------------ |
| Championnat d'Australasie |            |                                                        |                                                        |                                                        |                                                        |                                                        |                                                        |                                                        |                                                        |
| 1                         | 01-12-1922 | Australasian Championships Sydney                      | G. Chelem                                              | NC                                                     | Gazon (ext.)                                           | Esna Boyd Marjorie Mountain                            | Gwen Utz Floris St. George                             | 1-6, 6-4, 7-5                                          | Tableau                                                |
| 2                         | 11-08-1923 | Australasian Championships Brisbane                    | G. Chelem                                              | NC                                                     | Gazon (ext.)                                           | Esna Boyd Sylvia Lance Harper                          | Margaret Molesworth Beryl H. Turner                    | 6-1, 6-4                                               | Tableau                                                |
| 3                         | 18-01-1924 | Australasian Championships Melbourne                   | G. Chelem                                              | NC                                                     | Gazon (ext.)                                           | Daphne Akhurst Sylvia Lance Harper                     | Kathleen Le Messurier Meryl O'Hara Wood                | 7-5, 6-2                                               | Tableau                                                |
| 4                         | 24-01-1925 | Australasian Championships Sydney                      | G. Chelem                                              | NC                                                     | Gazon (ext.)                                           | Daphne Akhurst Sylvia Lance Harper                     | Esna Boyd Kathleen Le Messurier                        | 6-4, 6-3                                               | Tableau                                                |
| 5                         | 23-01-1926 | Australasian Championships Adélaïde                    | G. Chelem                                              | NC                                                     | Gazon (ext.)                                           | Esna Boyd Meryl O'Hara Wood                            | Daphne Akhurst Marjorie Cox Crawford                   | 6-3, 6-8, 8-6                                          | Tableau                                                |
| Championnat d'Australie   |            |                                                        |                                                        |                                                        |                                                        |                                                        |                                                        |                                                        |                                                        |
| 6                         | 22-01-1927 | Australian Championships Melbourne                     | G. Chelem                                              | NC                                                     | Gazon (ext.)                                           | Louise Bickerton Meryl O'Hara Wood                     | Esna Boyd Sylvia Lance Harper                          | 6-3, 6-3                                               | Tableau                                                |
| 7                         | 21-01-1928 | Australian Championships Sydney                        | G. Chelem                                              | NC                                                     | Gazon (ext.)                                           | Daphne Akhurst Esna Boyd                               | Kathleen Le Messurier Dorothy Weston                   | 6-3, 6-1                                               | Tableau                                                |
| 8                         | 19-01-1929 | Australian Championships Adélaïde                      | G. Chelem                                              | NC                                                     | Gazon (ext.)                                           | Daphne Akhurst Louise Bickerton                        | Sylvia Lance Harper Meryl O'Hara Wood                  | 6-2, 3-6, 6-2                                          | Tableau                                                |
| 9                         | 18-01-1930 | Australian Championships Melbourne                     | G. Chelem                                              | NC                                                     | Gazon (ext.)                                           | Emily Hood Westacott Margaret Molesworth               | Marjorie Cox Crawford Sylvia Lance Harper              | 6-3, 0-6, 7-5                                          | Tableau                                                |
| 10                        | 27-02-1931 | Australian Championships Sydney                        | G. Chelem                                              | NC                                                     | Gazon (ext.)                                           | Louise Bickerton Daphne Akhurst                        | Nell Lloyd Lorna Utz                                   | 6-0, 6-4                                               | Tableau                                                |
| 11                        | 08-02-1932 | Australian Championships Adélaïde                      | G. Chelem                                              | NC                                                     | Gazon (ext.)                                           | Coral Buttsworth Marjorie Cox Crawford                 | Kathleen Le Messurier Dorothy Weston                   | 6-2, 6-2                                               | Tableau                                                |
| 12                        | 21-01-1933 | Australian Championships Melbourne                     | G. Chelem                                              | NC                                                     | Gazon (ext.)                                           | Margaret Molesworth Emily Hood Westacott               | Joan Hartigan Marjorie Gladman                         | 6-3, 6-2                                               | Tableau                                                |
| 13                        | 18-01-1934 | Australian Championships Sydney                        | G. Chelem                                              | NC                                                     | Gazon (ext.)                                           | Margaret Molesworth Emily Hood Westacott               | Joan Hartigan Ula Valkenburg                           | 6-8, 6-4, 6-4                                          | Tableau                                                |
| 14                        | 05-01-1935 | Australian Championships Melbourne                     | G. Chelem                                              | NC                                                     | Gazon (ext.)                                           | Evelyn Dearman Nancy Lyle                              | Louise Bickerton Nell Hall Hopman                      | 6-3, 6-4                                               | Tableau                                                |
| 15                        | 20-01-1936 | Australian Championships Adélaïde                      | G. Chelem                                              | NC                                                     | Gazon (ext.)                                           | Thelma Coyne Nancye Wynne                              | May Blick Katherine Woodward                           | 6-2, 6-4                                               | Tableau                                                |
| 16                        | 22-01-1937 | Australian Championships Sydney                        | G. Chelem                                              | NC                                                     | Gazon (ext.)                                           | Thelma Coyne Nancye Wynne                              | Nell Hall Hopman Emily Hood Westacott                  | 6-2, 6-2                                               | Tableau                                                |
| 17                        | 21-01-1938 | Australian Championships Adélaïde                      | G. Chelem                                              | NC                                                     | Gazon (ext.)                                           | Nancye Wynne Thelma Coyne                              | Dorothy Bundy Dorothy Workman                          | 9-7, 6-4                                               | Tableau                                                |
| 18                        | 20-01-1939 | Australian Championships Melbourne                     | G. Chelem                                              | NC                                                     | Gazon (ext.)                                           | Thelma Coyne Nancye Wynne                              | May Hardcastle Emily Hood Westacott                    | 7-5, 6-4                                               | Tableau                                                |
| 19                        | 19-01-1940 | Australian Championships Sydney                        | G. Chelem                                              | NC                                                     | Gazon (ext.)                                           | Nancye Wynne Thelma Coyne                              | Joan Hartigan Emily Niemeyer                           | 7-5, 6-2                                               | Tableau                                                |
|                           | 1941-1945  | Pas de tournoi en raison de la Seconde guerre mondiale | Pas de tournoi en raison de la Seconde guerre mondiale | Pas de tournoi en raison de la Seconde guerre mondiale | Pas de tournoi en raison de la Seconde guerre mondiale | Pas de tournoi en raison de la Seconde guerre mondiale | Pas de tournoi en raison de la Seconde guerre mondiale | Pas de tournoi en raison de la Seconde guerre mondiale | Pas de tournoi en raison de la Seconde guerre mondiale |
| 20                        | 19-01-1946 | Australian Championships Adélaïde                      | G. Chelem                                              | NC                                                     | Gazon (ext.)                                           | Mary Bevis Hawton Joyce Fitch                          | Nancye Wynne Bolton Thelma Coyne Long                  | 9-7, 6-4                                               | Tableau                                                |
| 21                        | 18-01-1947 | Australian Championships Sydney                        | G. Chelem                                              | NC                                                     | Gazon (ext.)                                           | Nancye Wynne Bolton Thelma Coyne Long                  | Mary Bevis Hawton Joyce Fitch                          | 6-3, 6-3                                               | Tableau                                                |
| 22                        | 16-01-1948 | Australian Championships Melbourne                     | G. Chelem                                              | NC                                                     | Gazon (ext.)                                           | Nancye Wynne Bolton Thelma Coyne Long                  | Mary Bevis Hawton Pat Jones                            | 6-3, 6-3                                               | Tableau                                                |
| 23                        | 22-01-1949 | Australian Championships Adélaïde                      | G. Chelem                                              | NC                                                     | Gazon (ext.)                                           | Nancye Wynne Bolton Thelma Coyne Long                  | Doris Hart Marie Toomey                                | 6-0, 6-1                                               | Tableau                                                |
| 24                        | 20-01-1950 | Australian Championships Melbourne                     | G. Chelem                                              | NC                                                     | Gazon (ext.)                                           | Louise Brough Doris Hart                               | Nancye Wynne Bolton Thelma Coyne Long                  | 6-3, 2-6, 6-3                                          | Tableau                                                |
| 25                        | 20-01-1951 | Australian Championships Sydney                        | G. Chelem                                              | NC                                                     | Gazon (ext.)                                           | Nancye Wynne Bolton Thelma Coyne Long                  | Joyce Fitch Mary Bevis Hawton                          | 6-2, 6-1                                               | Tableau                                                |
| 26                        | 18-01-1952 | Australian Championships Adélaïde                      | G. Chelem                                              | NC                                                     | Gazon (ext.)                                           | Nancye Wynne Bolton Thelma Coyne Long                  | Allison Burton Mary Bevis Hawton                       | 6-1, 6-1                                               | Tableau                                                |
| 27                        | 08-01-1953 | Australian Championships Melbourne                     | G. Chelem                                              | NC                                                     | Gazon (ext.)                                           | Maureen Connolly Julia Sampson                         | Mary Bevis Hawton Beryl Penrose                        | 6-4, 6-2                                               | Tableau                                                |
| 28                        | 22-01-1954 | Australian Championships Sydney                        | G. Chelem                                              | NC                                                     | Gazon (ext.)                                           | Mary Bevis Hawton Beryl Penrose                        | Hazel Redick-Smith Julia Wipplinger                    | 6-3, 8-6                                               | Tableau                                                |
| 29                        | 21-01-1955 | Australian Championships Adélaïde                      | G. Chelem                                              | NC                                                     | Gazon (ext.)                                           | Mary Bevis Hawton Beryl Penrose                        | Nell Hall Hopman Gwen Thiele                           | 7-5, 6-1                                               | Tableau                                                |
| 30                        | 20-01-1956 | Australian Championships Brisbane                      | G. Chelem                                              | NC                                                     | Gazon (ext.)                                           | Mary Bevis Hawton Thelma Coyne Long                    | Mary Carter Reitano Beryl Penrose                      | 6-2, 5-7, 9-7                                          | Tableau                                                |
| 31                        | 18-01-1957 | Australian Championships Melbourne                     | G. Chelem                                              | NC                                                     | Gazon (ext.)                                           | Shirley Fry Althea Gibson                              | Mary Bevis Hawton Fay Muller                           | 6-2, 6-1                                               | Tableau                                                |
| 32                        | 17-01-1958 | Australian Championships Sydney                        | G. Chelem                                              | NC                                                     | Gazon (ext.)                                           | Mary Bevis Hawton Thelma Coyne Long                    | Lorraine Coghlan Angela Mortimer                       | 7-5, 6-8, 6-2                                          | Tableau                                                |
| 33                        | 16-01-1959 | Australian Championships Adélaïde                      | G. Chelem                                              | NC                                                     | Gazon (ext.)                                           | Sandra Reynolds Renee Schuurman                        | Lorraine Coghlan Mary Carter Reitano                   | 7-5, 6-4                                               | Tableau                                                |
| 34                        | 22-01-1960 | Australian Championships Brisbane                      | G. Chelem                                              | NC                                                     | Gazon (ext.)                                           | Maria Bueno Christine Truman                           | Lorraine Coghlan Margaret Smith                        | 6-2, 5-7, 6-2                                          | Tableau                                                |
| 35                        | 17-01-1961 | Australian Championships Melbourne                     | G. Chelem                                              | NC                                                     | Gazon (ext.)                                           | Mary Carter Reitano Margaret Smith                     | Mary Bevis Hawton Jan Lehane                           | 6-4, 3-6, 7-5                                          | Tableau                                                |
| 36                        | 15-01-1962 | Australian Championships Sydney                        | G. Chelem                                              | NC                                                     | Gazon (ext.)                                           | Robyn Ebbern Margaret Smith                            | Darlene Hard Mary Carter Reitano                       | 6-4, 6-4                                               | Tableau                                                |
| 37                        | 09-01-1963 | Australian Championships Adélaïde                      | G. Chelem                                              | NC                                                     | Gazon (ext.)                                           | Robyn Ebbern Margaret Smith                            | Jan Lehane Lesley Turner                               | 6-1, 6-3                                               | Tableau                                                |
| 38                        | 13-01-1964 | Australian Championships Brisbane                      | G. Chelem                                              | NC                                                     | Gazon (ext.)                                           | Judy Tegart Lesley Turner                              | Robyn Ebbern Margaret Smith                            | 6-4, 6-4                                               | Tableau                                                |
| 39                        | 22-01-1965 | Australian Championships Melbourne                     | G. Chelem                                              | NC                                                     | Gazon (ext.)                                           | Margaret Smith Lesley Turner                           | Robyn Ebbern Billie Jean Moffitt                       | 1-6, 6-2, 6-3                                          | Tableau                                                |
| 40                        | 21-01-1966 | Australian Championships Sydney                        | G. Chelem                                              | NC                                                     | Gazon (ext.)                                           | Carole Caldwell Nancy Richey                           | Margaret Smith Lesley Turner                           | 6-4, 7-5                                               | Tableau                                                |
| 41                        | 20-01-1967 | Australian Championships Adélaïde                      | G. Chelem                                              | NC                                                     | Gazon (ext.)                                           | Lesley Turner Judy Tegart                              | Évelyne Terras Lorraine Coghlan                        | 6-0, 6-2                                               | Tableau                                                |
| 42                        | 19-01-1968 | Australian Championships Melbourne                     | G. Chelem                                              | NC                                                     | Gazon (ext.)                                           | Karen Krantzcke Kerry Melville                         | Judy Tegart Lesley Turner                              | 6-4, 3-6, 6-2                                          | Tableau                                                |
| Ère Open                  |            |                                                        |                                                        |                                                        |                                                        |                                                        |                                                        |                                                        |                                                        |
| 43                        | 20-01-1969 | Australian Open Brisbane                               | G. Chelem                                              | NC                                                     | Gazon (ext.)                                           | Margaret Smith Court Judy Tegart                       | Rosie Casals Billie Jean King                          | 6-4, 6-4                                               | Tableau                                                |
| 44                        | 19-01-1970 | Australian Open Sydney                                 | G. Chelem                                              | NC                                                     | Gazon (ext.)                                           | Margaret Smith Court Judy Tegart-Dalton                | Karen Krantzcke Kerry Melville                         | 6-1, 6-3                                               | Tableau                                                |
| 45                        | 07-03-1971 | Australian Open Sydney                                 | G. Chelem                                              | NC                                                     | Gazon (ext.)                                           | Margaret Smith Court Evonne Goolagong                  | Joy Emerson Lesley Hunt                                | 6-0, 6-0                                               | Tableau                                                |
| 46                        | 27-12-1971 | Australian Open Melbourne                              | G. Chelem                                              | NC                                                     | Gazon (ext.)                                           | Helen Gourlay Kerry Harris                             | Patricia Coleman Karen Krantzcke                       | 6-0, 6-4                                               | Tableau                                                |
| 47                        | 26-12-1972 | Australian Open Melbourne                              | G. Chelem                                              | 22 140 $                                               | Gazon (ext.)                                           | Margaret Smith Court Virginia Wade                     | Kerry Harris Kerry Melville                            | 6-4, 6-4                                               | Tableau                                                |
| 48                        | 24-12-1973 | Australian Open Melbourne                              | G. Chelem                                              | NC                                                     | Gazon (ext.)                                           | Evonne Goolagong Peggy Michel                          | Kerry Harris Kerry Melville                            | 7-5, 6-3                                               | Tableau                                                |
| 49                        | 21-12-1974 | Australian Open Melbourne                              | G. Chelem                                              | NC                                                     | Gazon (ext.)                                           | Evonne Goolagong Peggy Michel                          | Margaret Smith Court Olga Morozova                     | 7-6, 7-6                                               | Tableau                                                |
| 50                        | 26-12-1975 | Australian Open Melbourne                              | G. Chelem                                              | NC                                                     | Gazon (ext.)                                           | Evonne Goolagong Helen Gourlay                         | Lesley Turner Renáta Tomanová                          | 8-1                                                    | Tableau                                                |
| 51                        | 03-01-1977 | Marlboro Australian Open Melbourne                     | G. Chelem                                              | NC                                                     | Gazon (ext.)                                           | Dianne Fromholtz Helen Gourlay                         | Betsy Nagelsen Kerry Reid                              | 5-7, 6-1, 7-5                                          | Tableau                                                |
| 52                        | 19-12-1977 | Australian Open Melbourne                              | G. Chelem                                              | 50 000 $                                               | Gazon (ext.)                                           | Evonne Goolagong Helen Cawley                          | Mona Guerrant Kerry Reid                               | NC                                                     | Tableau                                                |
| 53                        | 25-12-1978 | Australian Open Melbourne                              | G. Chelem                                              | 35 000 $                                               | Gazon (ext.)                                           | Betsy Nagelsen Renáta Tomanová                         | Naoko Sato Pam Whytcross                               | 7-5, 6-2                                               | Tableau                                                |
| 54                        | 24-12-1979 | Australian Open Melbourne                              | G. Chelem                                              | 350 000 $                                              | Gazon (ext.)                                           | Judy Connor Diane Evers                                | Leanne Harrison Marcella Mesker                        | 6-2, 1-6, 6-0                                          | Tableau                                                |
| 55                        | 24-11-1980 | Toyota Australian Open Melbourne                       | G. Chelem                                              | 200 000 $                                              | Gazon (ext.)                                           | Betsy Nagelsen Martina Navrátilová                     | Ann Kiyomura Candy Reynolds                            | 6-4, 6-4                                               | Tableau                                                |
| 56                        | 30-11-1981 | Toyota Australian Open Melbourne                       | G. Chelem                                              | 200 000 $                                              | Gazon (ext.)                                           | Kathy Jordan Anne Smith                                | Martina Navrátilová Pam Shriver                        | 6-2, 7-5                                               | Tableau                                                |
| 57                        | 02-12-1982 | Marlboro Australian Open Melbourne                     | G. Chelem                                              | 350 000 $                                              | Gazon (ext.)                                           | Martina Navrátilová Pam Shriver                        | Claudia Kohde-Kilsch Eva Pfaff                         | 6-4, 6-2                                               | Tableau                                                |
| 58                        | 28-11-1983 | Marlboro Australian Open Melbourne                     | G. Chelem                                              | 500 000 $                                              | Gazon (ext.)                                           | Martina Navrátilová Pam Shriver                        | Anne Hobbs Wendy Turnbull                              | 6-4, 6-7, 6-2                                          | Tableau                                                |
| 59                        | 26-11-1984 | Australian Open Melbourne                              | G. Chelem                                              | 645 000 $                                              | Gazon (ext.)                                           | Martina Navrátilová Pam Shriver                        | Claudia Kohde-Kilsch Helena Suková                     | 6-3, 6-4                                               | Tableau                                                |
| 60                        | 25-11-1985 | Australian Open Melbourne                              | G. Chelem                                              | 645 000 $                                              | Gazon (ext.)                                           | Martina Navrátilová Pam Shriver                        | Claudia Kohde-Kilsch Helena Suková                     | 6-3, 6-4                                               | Tableau                                                |
| 61                        | 12-01-1987 | Ford Australian Open Melbourne                         | G. Chelem                                              | 695 161 $                                              | Gazon (ext.)                                           | Martina Navrátilová Pam Shriver                        | Zina Garrison Lori McNeil                              | 6-1, 6-0                                               | Tableau                                                |
| 62                        | 11-01-1988 | Ford Australian Open Melbourne                         | G. Chelem                                              | 711 450 $                                              | Dur (ext.)                                             | Martina Navrátilová Pam Shriver                        | Chris Evert Wendy Turnbull                             | 6-0, 7-5                                               | Tableau                                                |
| 63                        | 16-01-1989 | Ford Australian Open Melbourne                         | G. Chelem                                              | 937 882 $                                              | Dur (ext.)                                             | Martina Navrátilová Pam Shriver                        | Patty Fendick Jill Hetherington                        | 3-6, 6-3, 6-2                                          | Tableau                                                |
| 64                        | 15-01-1990 | Ford Australian Open Melbourne                         | G. Chelem                                              | 1 220 160 $                                            | Dur (ext.)                                             | Jana Novotná Helena Suková                             | Patty Fendick Mary Joe Fernández                       | 7-65, 7-66                                             | Tableau                                                |
| 65                        | 14-01-1991 | Ford Australian Open Melbourne                         | G. Chelem                                              | 2 000 000 $                                            | Dur (ext.)                                             | Patty Fendick Mary Joe Fernández                       | Gigi Fernández Jana Novotná                            | 7-64, 6-1                                              | Tableau                                                |
| 66                        | 13-01-1992 | Ford Australian Open Melbourne                         | G. Chelem                                              | 2 000 000 $                                            | Dur (ext.)                                             | Arantxa Sánchez Helena Suková                          | Mary Joe Fernández Zina Garrison                       | 6-4, 7-62                                              | Tableau                                                |
| 67                        | 18-01-1993 | Ford Australian Open Melbourne                         | G. Chelem                                              | 2 400 000 $                                            | Dur (ext.)                                             | Gigi Fernández Natasha Zvereva                         | Pam Shriver Elizabeth Smylie                           | 6-4, 6-3                                               | Tableau                                                |
| 68                        | 17-01-1994 | Ford Australian Open Melbourne                         | G. Chelem                                              | 2 426 000 $                                            | Dur (ext.)                                             | Gigi Fernández Natasha Zvereva                         | Patty Fendick Meredith McGrath                         | 6-3, 4-6, 6-4                                          | Tableau                                                |
| 69                        | 16-01-1995 | Ford Australian Open Melbourne                         | G. Chelem                                              | 2 738 000 $                                            | Dur (ext.)                                             | Jana Novotná Arantxa Sánchez                           | Gigi Fernández Natasha Zvereva                         | 6-3, 6-73, 6-4                                         | Tableau                                                |
| 70                        | 15-01-1996 | Ford Australian Open Melbourne                         | G. Chelem                                              | 3 970 600 $                                            | Dur (ext.)                                             | Chanda Rubin Arantxa Sánchez                           | Lindsay Davenport Mary Joe Fernández                   | 7-5, 2-6, 6-4                                          | Tableau                                                |
| 71                        | 13-01-1997 | Ford Australian Open Melbourne                         | G. Chelem                                              | 4 058 100 $                                            | Dur (ext.)                                             | Martina Hingis Natasha Zvereva                         | Lindsay Davenport Lisa Raymond                         | 6-2, 6-2                                               | Tableau                                                |
| 72                        | 19-01-1998 | Australian Open Melbourne                              | G. Chelem                                              | 4 058 100 $                                            | Dur (ext.)                                             | Martina Hingis Mirjana Lučić                           | Lindsay Davenport Natasha Zvereva                      | 6-4, 2-6, 6-3                                          | Tableau                                                |
| 73                        | 18-01-1999 | Australian Open Melbourne                              | G. Chelem                                              | 3 040 620 $                                            | Dur (ext.)                                             | Martina Hingis Anna Kournikova                         | Lindsay Davenport Natasha Zvereva                      | 7-5, 6-3                                               | Tableau                                                |
| 74                        | 17-01-2000 | Australian Open Melbourne                              | G. Chelem                                              | 3 544 313 $                                            | Dur (ext.)                                             | Lisa Raymond Rennae Stubbs                             | Martina Hingis Mary Pierce                             | 6-4, 5-7, 6-4                                          | Tableau                                                |
| 75                        | 15-01-2001 | Australian Open Melbourne                              | G. Chelem                                              | 3 569 290 $                                            | Dur (ext.)                                             | Serena Williams Venus Williams                         | Lindsay Davenport Corina Morariu                       | 6-2, 4-6, 6-4                                          | Tableau                                                |
| 76                        | 14-01-2002 | Australian Open Melbourne                              | G. Chelem                                              | 3 942 915 $                                            | Dur (ext.)                                             | Martina Hingis Anna Kournikova                         | Daniela Hantuchová Arantxa Sánchez                     | 6-2, 6-74, 6-1                                         | Tableau                                                |
| 77                        | 13-01-2003 | Australian Open Melbourne                              | G. Chelem                                              | 4 838 625 $                                            | Dur (ext.)                                             | Serena Williams Venus Williams                         | Virginia Ruano Pascual Paola Suárez                    | 4-6, 6-4, 6-3                                          | Tableau                                                |
| 78                        | 19-01-2004 | Australian Open Melbourne                              | G. Chelem                                              | 5 590 310 $                                            | Dur (ext.)                                             | Virginia Ruano Pascual Paola Suárez                    | Svetlana Kuznetsova Elena Likhovtseva                  | 6-4, 6-3                                               | Tableau                                                |
| 79                        | 17-01-2005 | Australian Open Melbourne                              | G. Chelem                                              | 5 952 601 $                                            | Dur (ext.)                                             | Svetlana Kuznetsova Alicia Molik                       | Lindsay Davenport Corina Morariu                       | 6-3, 6-4                                               | Tableau                                                |
| 80                        | 16-01-2006 | Australian Open Melbourne                              | G. Chelem                                              | 6 137 580 $                                            | Dur (ext.)                                             | Yan Zi Zheng Jie                                       | Lisa Raymond Samantha Stosur                           | 2-6, 7-67, 6-3                                         | Tableau                                                |
| 81                        | 15-01-2007 | Australian Open Melbourne                              | G. Chelem                                              | 6 737 973 $                                            | Dur (ext.)                                             | Cara Black Liezel Huber                                | Chan Yung-jan Chuang Chia-jung                         | 6-4, 6-74, 6-1                                         | Tableau                                                |
| 82                        | 14-01-2008 | Australian Open Melbourne                              | G. Chelem                                              | 8 000 000 $                                            | Dur (ext.)                                             | Alona Bondarenko Kateryna Bondarenko                   | Victoria Azarenka Shahar Peer                          | 2-6, 6-1, 6-4                                          | Tableau                                                |
| 83                        | 19-01-2009 | Australian Open Melbourne                              | G. Chelem                                              | 7 262 973 $                                            | Dur (ext.)                                             | Serena Williams Venus Williams                         | Daniela Hantuchová Ai Sugiyama                         | 6-3, 6-3                                               | Tableau                                                |
| 84                        | 18-01-2010 | Australian Open Melbourne                              | G. Chelem                                              | 9 264 098 $                                            | Dur (ext.)                                             | Serena Williams Venus Williams                         | Cara Black Liezel Huber                                | 6-4, 6-3                                               | Tableau                                                |
| 85                        | 17-01-2011 | Australian Open Melbourne                              | G. Chelem                                              | 10 366 780 $                                           | Dur (ext.)                                             | Gisela Dulko Flavia Pennetta                           | Victoria Azarenka Maria Kirilenko                      | 2-6, 7-5, 6-1                                          | Tableau                                                |
| 86                        | 16-01-2012 | Australian Open Melbourne                              | G. Chelem                                              | 12 122 762 $                                           | Dur (ext.)                                             | Svetlana Kuznetsova Vera Zvonareva                     | Sara Errani Roberta Vinci                              | 5-7, 6-4, 6-3                                          | Tableau                                                |
| 87                        | 14-01-2013 | Australian Open Melbourne                              | G. Chelem                                              | 13 712 772 $                                           | Dur (ext.)                                             | Sara Errani Roberta Vinci                              | Ashleigh Barty Casey Dellacqua                         | 6-2, 3-6, 6-2                                          | Tableau                                                |
| 88                        | 13-01-2014 | Australian Open Melbourne                              | G. Chelem                                              | 13 615 654 $                                           | Dur (ext.)                                             | Sara Errani Roberta Vinci                              | Ekaterina Makarova Elena Vesnina                       | 6-4, 3-6, 7-5                                          | Tableau                                                |
| 89                        | 19-01-2015 | Australian Open Melbourne                              | G. Chelem                                              | 13 916 572 $                                           | Dur (ext.)                                             | Bethanie Mattek-Sands Lucie Šafářová                   | Chan Yung-jan Zheng Jie                                | 6-4, 7-65                                              | Tableau                                                |
| 90                        | 18-01-2016 | Australian Open Melbourne                              | G. Chelem                                              | 19 703 000 A$                                          | Dur (ext.)                                             | Martina Hingis Sania Mirza                             | Andrea Hlaváčková Lucie Hradecká                       | 7-61, 6-3                                              | Tableau                                                |
| 91                        | 16-01-2017 | Australian Open Melbourne                              | G. Chelem                                              | 22 624 000 A$                                          | Dur (ext.)                                             | Bethanie Mattek-Sands Lucie Šafářová                   | Andrea Hlaváčková Peng Shuai                           | 64-7, 6-3, 6-3                                         | Tableau                                                |
| 92                        | 17-01-2018 | Australian Open Melbourne                              | G. Chelem                                              | 25 096 000 A$                                          | Dur (ext.)                                             | Tímea Babos Kristina Mladenovic                        | Ekaterina Makarova Elena Vesnina                       | 6-4, 6-3                                               | Tableau                                                |
| 93                        | 16-01-2019 | Australian Open Melbourne                              | G. Chelem                                              | 29 687 000 A$                                          | Dur (ext.)                                             | Samantha Stosur Zhang Shuai                            | Tímea Babos Kristina Mladenovic                        | 6-3, 6-4                                               | Tableau                                                |
| 94                        | 20-01-2020 | Australian Open Melbourne                              | G. Chelem                                              | 3 884 000 A$                                           | Dur (ext.)                                             | Tímea Babos Kristina Mladenovic                        | Hsieh Su-wei Barbora Strýcová                          | 6-2, 6-1                                               | Tableau                                                |
| 95                        | 10-02-2021 | Australian Open Melbourne                              | G. Chelem                                              | 22 689 778 A$                                          | Dur (ext.)                                             | Elise Mertens Aryna Sabalenka                          | Barbora Krejčíková Kateřina Siniaková                  | 6-2, 6-3                                               | Tableau                                                |
| 96                        | 19-01-2022 | Australian Open Melbourne                              | G. Chelem                                              | 33 784 200 A$                                          | Dur (ext.)                                             | Barbora Krejčíková Kateřina Siniaková                  | Anna Danilina Beatriz Haddad Maia                      | 63-7, 6-4, 6-4                                         | Tableau                                                |
| 97                        | 19-01-2023 | Australian Open Melbourne                              | G. Chelem                                              | 34 848 000 A$                                          | Dur (ext.)                                             | Barbora Krejčíková Kateřina Siniaková                  | Shuko Aoyama Ena Shibahara                             | 6-4, 6-3                                               | Tableau                                                |
| 98                        | 19-01-2024 | Australian Open Melbourne                              | G. Chelem                                              | 38 923 200 A$                                          | Dur (ext.)                                             | Hsieh Su-wei Elise Mertens                             | Lyudmyla Kichenok Jeļena Ostapenko                     | 6-1, 7-5                                               | Tableau                                                |

## Championnes les plus titrées
Joueuses les plus titrées (au moins 5 titres).

Mis à jour après AO 2024.
| #  | Joueuse                 | Titres | Titres   | Premier | Dernier |
| #  | Joueuse                 | Total  | Ère Open | Premier | Dernier |
| -- | ----------------------- | ------ | -------- | ------- | ------- |
| 1. | Thelma Coyne            | 12     | 0        | 1936    | 1958    |
| 2. | Nancye Wynne Bolton     | 10     | 0        | 1936    | 1952    |
| 3. | Margaret Smith Court    | 8      | 4        | 1961    | 1973    |
| 4. | / Martina Navrátilová   | 8      | 8        | 1980    | 1989    |
| 5. | Pam Shriver             | 7      | 7        | 1982    | 1989    |
| 6. | Daphne Akhurst          | 5      | 0        | 1924    | 1931    |
| 6. | Mary Bevis              | 5      | 0        | 1946    | 1958    |
| 6. | Evonne Goolagong-Cawley | 5      | 5        | 1971    | 1978    |
| 6. | Martina Hingis          | 5      | 5        | 1997    | 2016    |

| #  | Joueuse                         | Titres | Premier | Dernier |    |                                  |    |      |      |
| -- | ------------------------------- | ------ | ------- | ------- | -- | -------------------------------- | -- | ---- | ---- |
| #  | Joueuse                         | Titres | Premier | Dernier | 1. | Thelma Coyne Nancye Wynne Bolton | 10 | 1936 | 1952 |
| 2. | Martina Navrátilová Pam Shriver | 7      | 1982    | 1989    |    |                                  |    |      |      |

## Nombre de titres par pays
| Pays           | Titres | Premier | Dernier |
| -------------- | ------ | ------- | ------- |
| Australie      | 35     | 1922    | 1968    |
| États-Unis     | 4      | 1950    | 1966    |
| Royaume-Uni    | 2      | 1935    | 1960    |
| Afrique du Sud | 1      | 1959    | -       |
| Brésil         | 1      | 1960    | -       |
| Total          | 43*    |         |         |

| Pays             | Titres | Premier | Dernier |
| ---------------- | ------ | ------- | ------- |
| États-Unis       | 23     | 1973    | 2017    |
| Australie        | 14     | 1969    | 2019    |
| Tchéquie         | 5      | 1995    | 2023    |
| Suisse           | 5      | 1997    | 2016    |
| Tchécoslovaquie  | 4      | 1978    | 1992    |
| Espagne          | 4      | 1992    | 2004    |
| Biélorussie      | 4      | 1993    | 2021    |
| Russie           | 4      | 1999    | 2012    |
| Italie           | 3      | 2011    | 2014    |
| Argentine        | 2      | 2004    | 2011    |
| Chine            | 2      | 2006    | 2019    |
| France           | 2      | 2018    | 2020    |
| Hongrie          | 2      | 2018    | 2020    |
| Belgique         | 2      | 2021    | 2024    |
| Royaume-Uni      | 1      | 1972    | -       |
| Nouvelle-Zélande | 1      | 1979    | -       |
| Croatie          | 1      | 1998    | -       |
| Afrique du Sud   | 1      | 2007    | -       |
| Zimbabwe         | 1      | 2007    | -       |
| Ukraine          | 1      | 2008    | -       |
| Inde             | 1      | 2016    | -       |
| Taipei chinois   | 1      | 2024    | -       |
| Total            | 84*    |         |         |